# Place de la République-de-Panama
La place de la République-de-Panama est une voie située dans le quartier Necker dans le 15e arrondissement de Paris.

## Situation et accès
La place de la République-de-Panama est desservie à proximité par la ligne 6 à la station Sèvres - Lecourbe.

## Origine du nom
Elle doit son nom à la proximité de l'ambassade du Panama située avenue de Suffren.

## Historique
Cette place a été créée en 1999 sur l'emprise des voies qui la bordent.
Le  film Mission impossible 6 de Christopher McQuarrie a été partiellement tourné place de la République-de-Panama.

## Bâtiments remarquables et lieux de mémoire
- La station de métro Sèvres - Lecourbe.